# Anopheles tessellatus
Anopheles tessellatus är en tvåvingeart som beskrevs av Theobald 1901. Anopheles tessellatus ingår i släktet Anopheles och familjen stickmyggor. Inga underarter finns listade i Catalogue of Life.